# Route nationale 8 (Slovénie)
Pour les articles homonymes, voir G8 et Route nationale 8.
La route nationale 8 (slovène : Glavna cesta 8), abrégée en G8 ou G1-8, est une route nationale slovène allant de la sortie no 14 de l'autoroute A2 à la sortie no 6 de la voie rapide H3, à Ljubljana. Sa longueur est de 2,9 km.

## Histoire
La route nationale 8 reliait initialement Vrba (en) à Črnivec (en) et Ljubljana. Avant 1998, elle était numérotée M1,. En 2009, le tronçon de Vrba à Črnivec est devenu route régionale 452 (regionalna cesta 452).

## Tracé

### De Vrba à Črnivec (avant 2009)
- Vrba (en)
- Lesce (en)
- Radovljica
- Črnivec (en)

### À Ljubljana (tracé actuel)
- Ljubljana
  -  Échangeur entre G8 et A2
  -  Échangeur entre G8 et H3